# Централноевропейско споразумение за свободна търговия
Централноевропейското споразумение за свободна търговия, ЦЕФТА (на английски: Central European Free Trade Agreement, CEFTA) е договор и базирана на него търговска организация на страните от Югоизточна Европа. Въпреки че към 2007 г. в ЦЕФТА не членува нито една държава от този регион, организацията запазва името си.

## История
Договорът е подписан на 21 декември 1992 г. от Полша, Чехословакия и Унгария в Краков. След като Чехословакия се разпада през януари 1993 г, ЦЕФТА приема за членове нейните наследници Чехия и Словакия.
През 1996 г. към договора се присъединява Словения, през 1997 г. – Румъния, 1999 г. – България, 2002 г. – Хърватия, 2006 г. – Република Северна Македония, а през 2007 г. – Босна и Херцеговина, Молдова, Сърбия, Черна гора, Албания и Косово.
След приемането на повечето страни от ЦЕФТА през 2004, 2007 и 2013 г. в Европейския съюз, организацията остава с регионално значение за балканските страни.
Всички страни по първоначалното споразумение вече са членове на ЕС, поради което вече не са членове на ЦЕФТА. Заради това е взето решението ЦЕФТА да се разшири, като целта е да обхване и останалата част от Западните Балкани, които вече са завършили процеса от двустранни споразумения за свободна търговия в рамките на Пакта за стабилност за Югоизточна Европа.

### Първоначално споразумение
Първоначалното споразумение ЦЕФТА е подписано от страните-членки на Вишеградската група Полша, Унгария, Чехия и Словакия (тогава Чехословакия) на 21 декември 1992 г. в Краков, Полша. То влиза в сила през юли 1994 г. Чрез ЦЕФТА страните-членки се надяват да мобилизират усилия за интегриране в западноевропейските институции и чрез това да се присъединят към европейските политически, икономически, отбранителни и правни системи, като по този начин консолидират демокрацията и икономиката на свободния пазар.
Споразумението е заменено от споразуменията, подписани на 11 септември 1995 г. и 4 юли 2003 г. съответно в Бърно, Чехия и в Блед, Словения.
Словения се присъединява към ЦЕФТА през 1996 г., Румъния през 1997 г., България през 1999 г., Хърватия през 2003 г. и Северна Македония през 2006 г.

### Споразумение от 2006 г.
На 6 април 2006 г. на срещата на върха на министър-председателите от Югоизточна Европа в Букурещ е приета съвместна декларация за разширяване на ЦЕФТА, включваща Албания, Босна и Херцеговина, Молдова, Сърбия, Черна гора и ЮНМИК (от името на Косово). Обсъждано е и присъединяването на Украйна. Новото разширено споразумение е подготвено на 9 ноември 2006 г. в Брюксел и подписано на 19 декември 2006 г. на срещата на върха на министър-председателите от Югоизточна Европа в Букурещ. Споразумението влиза в сила на 26 юли 2007 г. за Албания, Косово, Молдова, Черна гора и Македония, на 22 август за Хърватия, на 24 октомври за Сърбия и на 22 ноември 2007 г. за Босна и Херцеговина. Целта на споразумението е да се създаде зона за свободна търговия в региона до 31 декември 2010 г.
След обявяването на независимостта на Косово на 17 февруари 2008 г. ЮНМИК продължава да представлява Косово на всички ЦЕФТА срещи. В края на 2008 г. Косово променя своите митнически печати (заменя тези на ЮНМИК с тези на Косово). Това довежда до търговска блокада от Сърбия и Босна и Херцеговина, които не признават независима Република Косово.
ЦЕФТА 2006 има за цел да разшири регионалната търговия със стоки и услуги, да създаде привлекателна среда за инвестиции и да допринесе за икономическото развитие и сътрудничество в рамките на страните-членки. Като се основава на принципите на правилата и процедурите на СТО и хармонизира политиките си със законодателството на ЕС, ЦЕФТА предоставя ефективен инструмент за страните за ускоряване на тяхната програма за европейска интеграция. От създаването си ЦЕФТА задълбочава областите на сътрудничество въз основа на нуждите на бизнеса и укрепва търговските отношения между страните. От постигане на пълна либерализация на търговията със стоки и по-нататъшна либерализация на търговията с услуги, чрез намаляване на свързаните с търговията разходи, хармонизиране на политиките в рамките на страните въз основа на законодателството на ЕС, до ускоряване на търговията между страните чрез електронен обмен на информация, ЦЕФТА се доказва като организация, която гарантира прозрачни търговски отношения между страните, която може да позволи на предприятията да подобрят своя капацитет за различни пазари.

## Kритерии за членство
Според критериите на предишната декларация от Познан всяка кандидат-членка на ЦЕФТА трябва да:
- е член на Световната търговска организация.
- има споразумение за асоцииране към Европейския съюз с разпоредби за бъдещо пълноправно членство.
- има споразумения за свободна търговия с настоящите страни членки на ЦЕФТА.

Според настоящите критерии след срещата в Загреб през 2005 г. всяка кандидат-членка на ЦЕФТА трябва да::
- е член на СТО или да има ангажимент за спазване на всички разпоредби на СТО.
- има споразумение за асоцииране с Европейския съюз.
- има споразумения за свободна търговия с настоящите страни членки на ЦЕФТА.

## Членове

### Настоящи
| Държава             | Член от          | Население | Площ       | Столица   | БВП               | БВП на човек |
| ------------------- | ---------------- | --------- | ---------- | --------- | ----------------- | ------------ |
| Албания             | 1 януари 2007 г. | 2 793 592 | 28 748 km² | Тирана    | 17,191 млн. щ.д.  | 27 616 щ.д.  |
| Босна и Херцеговина | 1 януари 2007 г. | 3 227 405 | 51 209 km² | Сараево   | 65,667 млн. щ.д.  | 18 956 щ.д.  |
| Косово              | 1 януари 2007 г. | 1 773 971 | 10 887 km² | Прищина   | 27,185 млн. щ.д.  | 15 398 щ.д.  |
| Молдова             | 1 януари 2007 г. | 2 603 813 | 33 843 km² | Кишинев   | 44,372 млн. щ.д.  | 17 779 щ.д.  |
| Северна Македония   | 1 януари 2006 г. | 1 836 713 | 25 713 km² | Скопие    | 43,660 млн. щ.д.  | 21 103 щ.д.  |
| Сърбия              | 1 януари 2007 г. | 6 690 887 | 77 474 km² | Белград   | 175,318 млн. щ.д. | 25 718 щ.д.  |
| Черна гора          | 1 януари 2007 г. | 622 182   | 13 812 km² | Подгорица | 17,191 млн. щ.д.  | 27 616 щ.д.  |

### Бивши
| Държава  | Член от             | Член до             | Влизане в ЕС     |
| -------- | ------------------- | ------------------- | ---------------- |
| Полша    | 21 декември 1992 г. | 30 април 2004 г.    | 1 май 2004 г.    |
| Унгария  | 21 декември 1992 г. | 30 април 2004 г.    | 1 май 2004 г.    |
| Чехия    | 21 декември 1992 г. | 30 април 2004 г.    | 1 май 2004 г.    |
| Словакия | 21 декември 1992 г. | 30 април 2004 г.    | 1 май 2004 г.    |
| Словения | 1 януари 1996 г.    | 30 април 2004 г.    | 1 май 2004 г.    |
| Румъния  | 1 януари 1997 г.    | 31 декември 2006 г. | 1 януари 2007 г. |
| България | 1 януари 1999 г.    | 31 декември 2006 г. | 1 януари 2007 г. |
| Хърватия | 1 януари 2003 г.    | 30 юни 2013 г.      | 1 юли 2013 г.    |

## Отношения с Европейския съюз
Всички бивши страни-членки преди влизането си в ЦЕФТА са подписали споразумения за асоцииране с Европейския съюз. ЦЕФТА служи като подготовка за пълноправно членство в Европейския съюз на дадена страна. Полша, Чехия, Унгария, Словакия, Словения се присъединяват към ЕС на 1 май 2004 г. България и Румъния се присъединяват на 1 януари 2007 г. Хърватия се присъединява към ЕС на 1 юли 2013 г.
Черна гора, Сърбия, Албания и Северна Македония са в процес на преговори за присъединяване към ЕС съответно от 2012, 2014 и 2022 г.
По препоръка на ЕС бъдещите членки се подготвят за членство чрез създаване на зони за свободна търговия. Голяма част от външната търговия на ЦЕФТА е със страните от ЕС.